# جام کمپئونز ۲۰۲۲
جام کمپئونز ۲۰۲۲ چهارمین دوره جام کمپئونز بود، یک رقابت سالانه فوتبال در آمریکای شمالی که بین قهرمان فصل قبل لیگ برتر فوتبال و برنده سوپر جام مکزیک برگزار می‌شود.
این مسابقه بین تیم‌های نیویورک سیتی، قهرمان جام ام‌ال‌اس ۲۰۲۱، و اطلس، قهرمان سوپر جام مکزیک ۲۰۲۲ برگزار شد. تیم نیویورک سیتی این مسابقه را در ۱۴ سپتامبر ۲۰۲۲ در ورزشگاه یانکی در نیویورک، نیویورک، ایالات متحده برگزار کرد. نیویورک سیتی با گل‌های الکساندر کاینز و ماکسیمیلیانو مورالس، در حالی که چندین بازیکن ذخیره در ترکیب اصلی بودند، ۲–۰ پیروز شد. آنها سومین تیم متوالی ام‌ال‌اس شدند که جام قهرمانی را به دست آوردند.

## مسابقه
| نیویورک سیتی            | ۲–۰   | اطلس |
| ----------------------- | ----- | ---- |
| - کاینز ۴' - مورالس ۴۹' | گزارش |      |